# Zé Neto e Cristiano
Zé Neto e Cristiano (stylisé Zé Neto & Cristiano) est un groupe brésilien de sertanejo, originaire de São José do Rio Preto, dans l'État de São Paulo. Les musiciens gagnent d'abord en popularité en 2016 avec la sortie de Ao Vivo em São José do Rio Preto, qui comprend le morceau Seu Polícia. En 2018, le duo devient l'un des plus grands noms de la country au Brésil grâce à ses projets Acústico et Esquece o Mundo Lá Fora, qui rassemblent des chansons telles que Status que Eu não Queria, Bebida na Ferida, Notificação Preferida et Largado às Traças, qui a été l'un des plus grands succès brésiliens de l'année. Les années suivantes, Zé Neto e Cristiano sortent Por Mais Beijos ao Vivo (2020) et Chaaama (2021),  Tarja Preta (2022), et Escolhas (2023).
Tout au long de leur carrière, Zé Neto e Cristiano sont nommés pour plusieurs prix, notamment le Troféu Imprensa et le Latin Grammy.

## Histoire

### Débuts (2011–2017)
En 2011, Zé Neto et Cristiano forment le duo. En 2012, ils sortent leur premier album intitulé Entre Amigos, dans lequel figurent Cristiano Araújo, Humberto e Ronaldo, George Henrique e Rodrigo, Matheus e Kauan, Zé Ricardo e Thiago, et Israel Novaes. Des bars aux grandes scènes, Zé Neto e Cristiano signent début 2015 avec WorkShow, une agence d'artistes qui compte notamment Henrique e Juliano, Marcos e Fernando, Maiara e Maraísa, Marília Mendonça, entre autres artistes. Sous la houlette du manager musical Wander Oliveira, les sertanejos suivent les mêmes traces que le duo qui « draine les foules », les parrains Zé Neto e Cristiano. La même année, ils sortent le premier EP de leur carrière, avec quatre titres, dont le morceau phare Bobo Fui Eu.
En 2015, le duo enregistre le premier DVD de sa carrière, Ao Vivo em São José do Rio Preto. São José do Rio Preto est le théâtre d'un immense concert réunissant Henrique & Juliano, Humberto & Ronaldo et Marília Mendonça. Dès lors, le duo se fait connaître dans tout le Brésil, avec les tubes Te Amo, Eu Ligo Pra Você et Seu Polícia (cette dernière est l'un des morceaux les plus joués de 2016). En 2017, le duo sort son deuxième DVD, enregistré l'année précédente à Cuiabá, Mato Grosso, intitulé Um Novo Sonho,. Ils ont trois singles à succès : Sonha Comigo, Cadeira de Aço et Amigo Taxista, les deux derniers ayant atteint le sommet du classement Airplay du Hot 100 brésilien.

### Popularité nationale (depuis 2018)

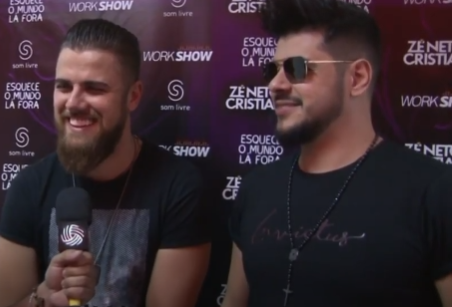
Zé Neto e Cristiano, vers 2018.

En 2018, ils sortent le deuxième EP de leur carrière, Acústico, qui contient 6 titres, dont Largado às Traças est le titre phare. Le morceau devient un succès dans tout le pays, atteignant le sommet des charts et remportant un disque de diamant par Pro-Música Brasil. Le 9 décembre 2018, le duo remporte la chanson de l'année lors de la remise des prix Melhores do Ano dans l'émission Domingão do Faustão et c'était l'une des chansons les plus jouées de l'année. Plus tard dans l'année, ils sortent le troisième DVD de leur carrière, intitulé Esquece o Mundo Lá Fora,. L'album contient 21 titres, dont Notificação Preferida, qui est l'un des morceaux les plus joués au cours de la seconde moitié de l'année. En 2019, le duo sort le troisième EP de sa carrière, intitulé Acústico de Novo,. Il contient 5 titres inédits, parmi lesquels la sofrência Estado Decadente, qui est le premier clip de l'EP à être publié sur la chaîne YouTube officielle du duo.
On notera également Cheiro de Terra, qui mettait en scène le chanteur Daniel et qui a un côté plus sertaneja raiz, racontant l'histoire de la vie d'un homme à la campagne. Toujours en 2019, le duo remporte le Troféu Imprensa et le Troféu Internet décernés par SBT en tant que meilleur duo country de 2018,, ainsi que le Multishow Brazilian Music Award 2019 dans la catégorie Duo de l'année,. Le 31 octobre 2019, Zé Neto & Cristiano enregistrent le quatrième DVD de leur carrière, Por Mais Beijos Ao Vivo, à Expominas à Belo Horizonte, Minas Gerais. La première chanson du DVD est Bebi Minha Bicicleta, sortie le 29 novembre 2019. Le duo est nommé pour un Latin Grammy en 2020,.
Le 7 octobre 2021, le duo sort l'album Chaaama, avec cinq nouveaux titres et plusieurs singles déjà sortis. L'album est accompagné de vidéos YouTube qui sortent progressivement au cours de la période. En octobre 2022, Zé Neto e Cristiano sortent le projet Tarja Preta, avec des titres comme Alimentando Vontade, Melhor ser uma Saudade et Batendo o Dente.
En 2023, le duo sort l'album live Escolhas. Le concert est enregistré à São Paulo, dans la salle de concert Vibra São Paulo, et a rassemblé de nouveaux morceaux tels que Oi Balde et Pátio do Posto. Le projet comprend également l'auteur-compositeur-interprète Renato Teixeira. En 2024, le duo enregistre l'album live Intenso in Valinhos, avec des apparitions spéciales de Simone Mendes, Luan Santana, Ana Castela et Leo Santana. Le DVD contient 24 titres inédits, dont Deu Moral.

## Discographie

### Albums studio
- 2012 : Entre Amigos
- 2019 : Acústico de Novo

### Albums live
- 2015 : Ao Vivo em São José do Rio Preto
- 2017 : Um Novo Sonho
- 2018 : Esquece o Mundo Lá Fora
- 2019 : Por Mais Beijos ao Vivo
- 2021 : Chaaama
- 2022 : Tarja Preta
- 2023 : Escolhas
- 2024 : Intenso

## Distinctions
| Année | Prix                                       | Catégorie                 | Nommé               | Résultat | Réf    |
| ----- | ------------------------------------------ | ------------------------- | ------------------- | -------- | ------ |
| 2018  | Melhores do Ano                            | Musique de l'année        | Largado às Traças   | Lauréat  | [ 22 ] |
| 2019  | Troféu Imprensa                            | Meilleur duo de sertanejo | Zé Neto e Cristiano | Lauréat  | [ 23 ] |
| 2019  | Troféu Internet                            | Meilleur duo de sertanejo | Zé Neto e Cristiano | Lauréat  |        |
| 2019  | Prêmio Multishow de Música Brasileira 2019 | Duo de l'année            | Zé Neto e Cristiano | Lauréat  |        |